# Viqueque

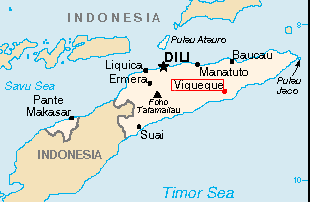
Localização de Viqueque

Viqueque (em tétum Vikeke) é uma cidade de Timor-Leste, 183 km a sudeste de Díli, a capital do país. A cidade de Viqueque tem 22 mil habitantes e é capital do município do mesmo nome.